# Rainer Laupichler
Rainer Laupichler (* 21. Januar 1957 in Daun) ist ein deutscher Schauspieler.

## Leben
Laupichler studierte vier Semester Betriebswirtschaft in Berlin. 1981 wechselte er an die Hochschule der Künste Berlin (FB Darstellende Künste) und schloss 1985 mit einem Diplom ab. Bühnenengagements hatte er am Burgtheater Wien, an der Schaubühne am Lehniner Platz in Berlin, dem Theater Bielefeld, dem Staatstheater Mainz, dem Theater Baden-Baden und dem Teatr Kreatur von Andrej Woron. 
Er hat in über 250 Film- und Fernsehproduktionen mitgewirkt, u. a. in mehreren 'Tatort'-Folgen, in mehreren 'Alarm für Cobra 11'-Folgen, in zwei Staffeln als Modefabrikant Börner in 'Schloss Einstein', in mehreren Folgen als Arzt im 'Club der roten Bänder' und in zwei Staffeln als Personalchef Nübel in 'Stromberg'.
Derzeit spielt er in der TV-Reihe Wilsberg die durchgehende Rolle 'Kriminalrat Schaaf'.
Laupichler leitet seit 2007, die von ihm gegründete Kulturveranstaltungsreihe Eifel-Kulturtage mit 40.000 Besuchern bei mehr als 250 Veranstaltungen mit über 300 Künstlerinnen und Künstler. Die Eifel-Kulturtage sind seit 18 Jahren ein gefördertes Mitglied des Kultursommers Rheinland-Pfalz.
Rainer Laupichler ist verheiratet und hat vier Töchter und lebt in der Eifel.

## Filmografie (Auswahl)
- 1983–1998: 70 Produktionen
- 1998: Sperling und der brennende Arm (Fernsehreihe)
- 1999: Zwei Brüder – Verschleppt (Fernsehreihe)
- 1998–2000: Schloss Einstein (Fernsehserie, 8 Folgen)
- 1998–2000: Im Namen des Gesetzes (Fernsehserie, verschiedene Rollen, 3 Folgen)
- 2001: Toter Mann
- 2001: Die Rettungsflieger (Fernsehserie, Folge Das Team in Not)
- 2001, 2008: SOKO Leipzig (Fernsehserie, verschiedene Rollen, 2 Folgen)
- 2002: Dr. Sommerfeld – Neues vom Bülowbogen (Fernsehserie, Folge Auf verschiedenen Frequenzen)
- 2002: Operation Rubikon
- 2003: Der Job seines Lebens
- 2003: Der Ermittler (Fernsehserie, Folge Die Zeugin)
- 2003: Millenium Mann
- 2004: Berlin, Berlin (Fernsehserie, Folge Svenja)
- 2004: Die Sitte (Fernsehserie, Folge Tödliche Rast)
- 2004: Die Kommissarin (Fernsehserie, Folge Das Attentat)
- 2004: Polizeiruf 110: Dumm wie Brot (Fernsehreihe)
- 2004: Tatort: Verlorene Töchter (Fernsehreihe)
- 2004: Folgeschäden
- 2005: Antikörper
- 2005: Hallo Robbie! (Fernsehserie, Folge Schicksalhafte Begegnung)
- 2005: Kanzleramt (Fernsehserie, Folge Bilderstreit)
- 2005: Der Elefant – Mord verjährt nie (Fernsehserie, Folge Außer Kontrolle)
- 2005: Balko (Fernsehserie, Folge Der Verrat)
- 2006–2016: Alarm für Cobra 11 (Fernsehserie, verschiedene Rollen, 4 Folgen)
- 2006: Du hast gesagt, dass du mich liebst (Kino)
- 2006: Die Familienanwältin (Fernsehserie, Folge 20 Minuten)
- 2006: Lindenstraße (Fernsehserie, 3 Folgen)
- 2006: Ein Fall für Zwei (Fernsehserie, Folge Blutige Liebesgrüße)
- 2006: Zwei Engel für Amor (Fernsehserie, Folge Liebe und Gegensätze)
- 2007: Ein starkes Team: Stumme Wut (Fernsehreihe)
- 2007: SOKO Rhein-Main (Fernsehserie, Folge Kumpels aus Kamerun)
- 2008: Marie Brand und der Charme des Bösen (Fernsehreihe)
- 2009: Kommissar Stolberg (Fernsehserie, Folge Kreuzzug)
- 2009: Wilsberg: Oh du tödliche… (Fernsehreihe)
- 2009: Die Machtergreifung (Dokudramadreiteiler, Folge Der Brand)
- 2009–2012: Stromberg (Fernsehserie, 7 Folgen)
- 2010, 2016: SOKO Wismar (Fernsehserie, verschiedene Rollen, 2 Folgen)
- 2010: SOKO Köln (Fernsehserie, Folge Schuldig)
- 2010: Rennschwein Rudi Rüssel (Fernsehserie, Folge Rudi und der vergessene Geburtstag)
- 2010: Notruf Hafenkante (Fernsehserie, Folge Familienzirkus)
- 2011, 2018: Der Staatsanwalt (Fernsehserie, verschiedene Rollen, 2 Folgen)
- 2011: Siebenstein (Fernsehserie, Folge Teddy ist weg)
- 2011: Flemming (Fernsehserie, Folge Der Gesang der Schlange)
- 2011: An einem Tag in Duisburg – Todesfalle Loveparade (Dokudrama)
- 2012: Halbe Hundert
- 2012: Idiotentest
- 2012: Auf Anfang (Kurzfilm)
- 2012: Marie Brand und das Lied von Tod und Liebe
- 2014: Der Knastarzt (Fernsehserie, Folge Verräter)
- 2014: Der letzte Bulle (Fernsehserie, 4 Folgen)
- 2014: Wilsberg: Mundtot
- 2014: Strafvollzug (Kurzfilm)
- 2015: Begierde – Mord im Zeichen des Zen
- 2015: Die kalte Wahrheit
- 2015: Herzensbrecher – Vater von vier Söhnen (Fernsehserie, Folge Entführt)
- 2015: Die dunkle Seite des Mondes (Kino)
- 2015–2016: Club der roten Bänder (Fernsehserie, 3 Folgen)
- 2016: Wilsberg: Tod im Supermarkt
- 2016: Auf einmal (Kino)
- 2016: Zielfahnder – Flucht in die Karpaten (Fernsehreihe)
- 2016: Hotel Heidelberg: Tag für Tag
- 2017: Heldt (Fernsehserie, Folge Falschgeld)
- 2017: Ich gehöre ihm (Fernsehfilm)
- 2017: In Wahrheit: Mord am Engelsgraben (Fernsehreihe)
- 2018: Wilsberg: Prognose Mord
- 2018: Helen Dorn: Schatten der Vergangenheit (Fernsehreihe)
- 2018: Beste Schwestern – Das Dinner (Fernsehserie)
- 2018: Lifelines (Fernsehserie)
- 2018: Carneval – Der Clown bringt den Tod (Fernsehreihe)
- 2018: Mackie Messer – Brechts Dreigroschenfilm
- 2018: Rentnercops (Fernsehserie, Folge Wie man’s macht)
- 2018: Passagier 23 (Fernsehfilm)
- 2018: SOKO Leipzig (Fernsehserie, Folge Die Intrige)
- 2019: Wilsberg: Schutzengel
- 2019: Weil du mir gehörst
- 2019: Merz gegen Merz
- 2019: Familie Dr. Kleist
- 2020: Frieda – Coming Home
- 2020: Wilsberg: Vaterfreuden
- 2020: Leben über Kreuz (Fernsehfilm)
- 2024: Wilsberg: Datenleck
- 2021: Gefährliche Nähe (Fernsehserie)
- 2022: Wilsberg: Gene lügen nicht
- 2022: Weil wir Champions sind
- 2022: Tatort: In seinen Augen
- 2022: Die Eifelpraxis: Unter Druck (Fernsehreihe)
- 2022: Geborgtes Weiß
- 2023: Weil wir Champions sind
- 2023: Wilsberg: Wut und Totschlag
- 2024: Wilsberg: Blinde Flecken
- 2025: Wilsberg: Mit allen Wassern gewaschen